# Riccardo Pizzuti
Pour les articles homonymes, voir Pizzuti.
Riccardo Pizzuti est un acteur et cascadeur italien né le 28 mai 1934.

## Biographie
Cascadeur acteur entre 1963 à 1995, il est surtout connu pour sa collaboration avec le duo culte Terence Hill et Bud Spencer dont il chorégraphiait les scènes de bagarres, tenant aussi des rôles de méchants dans 9 films du duo. Il a joué dans 10 films avec Bud en solo sans Terence et dans un film avec Terence en solo sans Bud. Riccardo parle français. Il mesure 1m93.

## Avec Bud Spencer et Terence Hill
Riccardo Pizzuti dans neuf films avec le duo Bud Spencer et Terence Hill
- 1968 : Les Quatre de l'Ave Maria
- 1970 : On l'appelle Trinita
- 1971 : On continue à l'appeler Trinita
- 1972 : Maintenant, on l'appelle Plata
- 1974 : Les Deux Missionnaires
- 1977 : Deux super-flics
- 1978 : Pair et impair
- 1981 : Salut l'ami, adieu le trésor
- 1983 : Quand faut y aller, faut y aller

Riccardo Pizzuti dans un film avec Terence Hill
- 1972 : Et maintenant, on l'appelle El Magnifico

Riccardo Pizzuti dans dix films avec Bud Spencer
- 1972 : Amigo!... Mon colt a deux mots à te dire
- 1973 : Les anges mangent aussi des fayots
- 1975 : Le Cogneur
- 1976 : La Grande Bagarre
- 1978 : Mon nom est Bulldozer
- 1979 : Le Shérif et les Extra-terrestres
- 1979 : Pied plat sur le Nil
- 1980 : Faut pas pousser
- 1981 : On m'appelle Malabar
- 1991 : Ange ou démon

## Commentaire
En 1969, Riccardo joue dans le western franco-italien Le Spécialiste avec Johnny Hallyday

## Filmographie (sans Bud Spencer et Terence Hill)
- 1965 : Le Flibustier des Caraïbes (L'avventuriero della Tortuga) de Luigi Capuano : un flibustier
- 1966 : Deguejo de Giuseppe Vari : Tom
- 1967 : Le Magnifique Texan (Il mangifico texano) de Luigi Capuano : Jimmy Stark
- 1975 : Supermen contre les Amazones d'Alfonso Brescia : Philones